# Trischman Knob
Trischman Knob ist ein 2617 m hoher, isolierter Berggipfel entlang der kontinentalen Wasserscheide auf dem Madison Plateau im Südwesten des Yellowstone-Nationalparks im US-Bundesstaat Wyoming. Der Gipfel liegt etwa 2,4 km westlich des Bechler River Trails und südlich des Madison Lake, der Quelle des Firehole River. Der Bechler River, ein Nebenfluss des Fall River, entspringt am südlichen Hang des Berges. Der Gipfel wurde 1962 von Chief Ranger Willam S. Chapman nach Harry Trischman (1886–1950) benannt. Trischman kam 1899 mit seinen Eltern in den Yellowstone. Sein Vater war Schreiner in Fort Yellowstone. Trischman arbeitete bei der US Army und wurde 1916 einer der ersten Park Ranger im Yellowstone-Nationalpark.

## Belege
1. ↑  Geonames: Trischman Knob. Abgerufen am 6. Januar 2021.
2. ↑  Whittlesey, Lee (1996): Yellowstone Place Names. Hrsg.: Wonderland Publishing Company. Gardiner, MT, ISBN 1-59971-716-6.